# Carlos Casado del Alisal
Carlos Casado del Alisal (Villada, 16 de marzo de 1833-Buenos Aires, 29 de junio de 1899) fue un empresario, latifundista y banquero español, radicado en Argentina en 1857. Presidió el Banco Provincial de Santa Fe, fundó el Ferrocarril Oeste Santafesino, y la ciudad de Colonia Candelaria ahora llamada Casilda. Durante el último cuarto del siglo XIX fue el hombre más adinerado de la Argentina, representante del modelo agroexportador y propietario del mayor latifundio de ese país y del vecino Paraguay, con una superficie en conjunto, pero no contigua, de 80 000 km² aproximadamente.

## Biografía
Casado del Alisal nació el 16 de marzo de 1833 en la localidad española de Villada, en la provincia de Palencia. Pertenecía a una distinguida familia de Palencia. De hecho, era hermano del famoso pintor José Casado del Alisal. Egresó en Filosofía y Letras en la Universidad de Valladolid y luego hizo la carrera de Piloto en la Marina Real. Además de su español natal, dominaba el inglés y el francés.
Viajó a la Argentina en 1857, a los veinticuatro años de edad, donde se destacó ya que poseía vastos conocimientos y facultades que eran muy poco comunes para la época. En 1864 en la ciudad de Rosario, integró el Directorio Provisional del Ferrocarril Central Argentino, entonces en construcción, en carácter de tesorero, conjuntamente con Marcelino Freyre, designado presidente.
En 1865 creó el Banco Casado, posteriormente adquirido por el Banco de Londres. Se dedicó entonces a la colonización de una gran zona de la Candelaria, donde más adelante se fundó Santa Casilda, posteriormente ciudad de Casilda, que lleva ese nombre en homenaje a la madre del colonizador.
En el año 1878, luego de que la sociedad de los hermanos Chavarri, fundadores en 1873 de la Colonia Caridad, hipotecara sus tierras en su casa bancaria, Carlos Casado del Alisal ejecutó la misma, adquiriendo sus tierras, y, como primera medida rebautizó la Colonia y la estación perteneciente al Ferrocarril General Belgrano con el nombre de estación San Genaro, por su hija María Genara Casado-Sastre y fundó el pueblo de Villa Biota. En el año 2006, ambas localidades se fusionaron en la ciudad de San Genaro.
En diciembre de 1878 el presidente Nicolás Avellaneda le encomendó estudiar el sistema  de la circulación monetaria del país; y en 1882 el gobierno provincial lo designó delegado ante el Banco Hipotecario y el gobierno de la provincia de Buenos Aires.
En noviembre de 1883 fundó el Ferrocarril Oeste Santafesino, para facilitar el acceso de los cereales al puerto de Rosario, desde donde con anterioridad -el 12 de abril de 1878-, había realizado la primera exportación argentina de cereales; 4500 toneladas de trigo procedentes de Colonia Candelaria, en seis buques del ultramer.  A su inauguración asistieron grandes personalidades, resaltando la de Domingo Faustino Sarmiento, el cual se alojó en su residencia por unos días. 
En 1874, el gobernador de la provincia, Servando Bayo, fundó el Banco Provincial de Santa Fe, y Carlos Casado se convirtió en su primer presidente, cargo al que renunció a los pocos días. Años después, en 1878, reasumió como director general, por disposición del gobierno de la provincia de Santa Fe.
Al concluir la Guerra de la Triple Alianza adquirió, a veces por medio de testaferros, enormes propiedades (latifundios) en el Chaco Boreal (Paraguay Occidental) los cuales fueron llamados Campos de Don Carlos Casado. En el campamento de San Carlos, dentro de estos latifundios madereros, vivían grupos indígenas tomáraho que, según algunos investigadores, fueron reducidos a la esclavitud,  muriendo de enfermedad, abandono y hambre.
Carlos Casado falleció en Buenos Aires el 29 de junio de 1899, dejando una inmensa fortuna a sus hijos, nacidos de su matrimonio con Ramona Sastre Aramburu, hija de Marcos Sastre, los cuales continuaron llevando su empresa.
Coincidiendo con el centenario de la ciudad de Casilda, en 1970 el Banco de Santa Fe inauguró en su Casa Rosario, el monumento a Carlos Casado del Alisal, obra escultórica realizada por Eduardo Barnes.